# Jack's Mannequin
Jack's Mannequin var ett pianorockband från Orange County, Kalifornien. Bandet var ett sidoprojekt för Andrew McMahon, medlem i Something Corporate.
Deras första album Everything in Transit, har fått positiv respons, och man släppte det andra albumet, The Glass Passenger, 30 september 2008 i USA.

## Medlemmar
Senaste medlemmar
- Andrew McMahon – sång, piano, keyboard, munspel (2005–2012)
- Bobby "Raw" Anderson – gitarr, bakgrundssång (2005–2012)
- Jay McMillan – trummor, slagverk (2005–2012)
- Mikey "The Kid" Wagner – basgitarr, bakgrundssång (2010–2012)

Tidigare medlemmar
- Jonathan "Dr. J" Sullivan – basgitarr (2005–2010)

## Diskografi
Studioalbum
- 2005 – Everything in Transit
- 2008 – The Glass Passenger
- 2011 – People and Things

EP
- 2005 – Kill the Messenger
- 2006 – The Free Holiday EP
- 2008 – The Ghost Overground
- 2008 – In Valleys
- 2008 – The Resolution EP
- 2009 – Live from SoHo EP
- 2009 – The Dear Jack EP

Singlar
- 2005 – "The Mixed Tape" (#124 på Billboard Hot 100)
- 2005 – "Dark Blue"
- 2005 – "The Lights and Buzz"
- 2006 – "La La Lie"
- 2008 – "The Resolution" (#104 på Billboard Hot 100, #27 på Billboard Alternative Songs)
- 2009 – "Swim" (#34 på Billboard Adult Top 40)
- 2009 – "Dear Jack"
- 2011 – "My Racing Thoughts"
- 2011 – "Release Me"